# クジラの彼
『クジラの彼』（クジラのかれ）は2007年1月に角川書店より出版された有川浩による短編小説集。イラストは徒花スクモ。

## 概要
自衛隊員の恋愛を描いた六つの短編小説集。
雑誌『野性時代』に不定期掲載された後に単行本化された。同作者の作品である「空の中」と「海の底」のスピンオフ作品も収録されている。

## 収録作品
- クジラの彼（『野性時代』2005年7月号）- 『海の底』のスピンオフ作品
- ロールアウト（『野性時代』2005年10月号）
- 国防レンアイ（『野性時代』2006年1月号）
- 有能な彼女（『野性時代』2006年4月号） - 『海の底』のスピンオフ作品
- 脱柵エレジー（『野性時代』2006年7月号）
- ファイターパイロットの君（『野性時代』2007年1月号） - 『空の中』のスピンオフ作品

## 書籍情報
- 単行本（角川書店、2007年1月、ISBN 978-4-04-873743-2）
- 文庫本（角川書店、2010年6月、ISBN 978-4-04-389804-6-C0193）